# Hans-Valentin Hube
Hans-Valentin Hube (ur. 29 października 1890 w Naumburg (Saale), zm. 21 kwietnia 1944 w Obersalzbergu) – niemiecki oficer w stopniu generała, służył w armii podczas pierwszej i drugiej wojny światowej. Jeden z 27 oficerów odznaczonych Krzyżem Rycerskim Krzyża Żelaznego z Liśćmi Dębowymi, Mieczami i Diamentami. Zginął w katastrofie lotniczej.
Wiosną 1944, dowodząc 1 Armią Pancerną, udało mu się przerwać pierścień radzieckiego okrążenia i dołączyć na północ od Czerniowców do pozostałych jednostek niemieckich. Wyrażając swoje uznanie, Hitler awansował go do stopnia generała pułkownika i nadał Brylanty do posiadanego Krzyża Rycerskiego, rozważając ponadto zamiar mianowania Hubego na stanowisko naczelnego dowódcy wojsk lądowych. Tragiczna śmierć generała zniweczyła te zamiary.  

## Odznaczenia
- Krzyż Żelazny II i I klasy
- Order Rodu Hohenzollernów - Krzyż Rycerski z Mieczami
- Krzyż Fryderyka (Anhalt)
- Odznaka za Rany – 1918
- Krzyż Honorowy z mieczami
- Odznaka za służbę w Wehrmachcie klasy I i IV
- Krzyż Żelazny II i I klasy z okuciami ponownego nadania
- Krzyż Rycerski Krzyża Żelaznego z liśćmi dębu, mieczami i brylantami
  - Krzyż Rycerski Krzyża Żelaznego – 1 sierpnia 1941
  - Liście Dębu – 16 stycznia 1942
  - Miecze – 21 grudnia 1942
  - Brylanty – 20 kwietnia 1944
- Medal za Kampanię Zimową na Wschodzie 1941/1942
- Złota Odznaka Czołgisty
- Sabaudzki Order Wojskowy – Krzyż Komandorski